# Hot, Hot, Hot
Hot, Hot, Hot is een nummer van de Amerikaanse rapper LL Cool J uit 1998. Het is de vierde single van zijn zevende studioalbum Phenomenon.
De baslijn in het nummer is gesampled uit "Pleasure of Love" van de Tom Tom Club. "Hot, Hot, Hot" flopte in Amerika, maar werd in Oceanië, Duitsland, Zweden en het Nederlandse taalgebied wel een hit. In Nederland bereikte de plaat de 9e positie in de Tipparade, en in Vlaanderen de 12e positie in de Tipparade.

## Tracklijst
- Cd-single

1. "Hot, Hot, Hot" (radioversie) - 4:00
2. "Hot, Hot, Hot" (LP-versie) - 4:25

- 12"

1. "Hot, Hot, Hot" (radioversie) - 4:00
2. "Hot, Hot, Hot" (LP-versie) - 4:22
3. "Hot, Hot, Hot" (instrumentaal) - 4:25